# Буда-Орловецкая
Бу́да-Орлове́цкая (укр. Будо-Орловецька) — село в Городищенском районе Черкасской области Украины.
Село расположено в 15 км от районного центра — города Городище и в 13 км от железнодорожной станции в посёлке Цветково, центр сельского Совета.

## История
В селе размещалась центральная усадьба колхоза им. Жданова, которая обрабатывала 1179 га земли, н т.ч. 999 га пахотной. Производственное направление — выращивания зерновых культур, развитое мясо-молочное животноводство. Работала восьмилетняя школа, клуб на 250 мест, библиотека с фондом 9,3 тыс. книг, фельдшерско-акушерский пункт.
Село известное с начала XVІІІ столетия.
Близ села выявлен курган скифских времен V—І ст. до н. э..

## Известные уроженцы
Буда-Орловецька — родина Героя Советского Союза Даниила Кононовича Погребного.